# Distretto di Linate
Il distretto di Linate era il nome di un distretto progettato dal governo giacobino della Repubblica Cisalpina nel dipartimento d'Olona. Come molti enti simili, non trovò piena applicazione a causa del caotico periodo rivoluzionario in cui fu ideato, e venne soppresso dopo solo un anno a causa di nuovi rivolgimenti politici.

## Storia
La Costituzione della Repubblica Cisalpina progetto un nuovo ordinamento degli enti locali lombardi, partendo dal presupposto di una nuova geografia basata su una razionalizzazione illuministica anziché sui retaggi di secoli di storia. La funzione dei distretti, che andavano a sostituire l'istituto plurisecolare della pieve, sarebbe divenuto quello di svolgere le più alte funzioni municipali nelle aree di notevole parcellizzazione comunale.
Nell'area nord sudorientale milanese, la Pieve di Segrate, ad esclusione di Pioltello, venne fusa con quella che era stata la Pieve di San Donato Milanese e con la minuscola Pieve di Mezzate, coprendo dunque un'area molto più estesa. Il distretto venne classificato col numero 8.
Definito dalla legge 6 germinale anno VI, l'ente non riuscì ad avere una vera applicazione, poiché pochi mesi dopo il golpe militare riversò il primo governo giacobino sostituendolo con uno più finalizzato ad ottenere risparmi per la guerra. Il distretto di Linate, ritenuto comunque troppo piccolo, venne subito cancellato a favore di circoscrizioni più ampie.

## Territorio
Il territorio del distretto era così suddiviso:
| Comuni                                                                                            |
| Comune di Segrate Comune di Novegro Comune di Redecesio Comune di Rovagnasco Comune di Tregarezzo |
| Comune di Cassignanica Comune di Briavacca                                                        |
| Comune di Lambrate Comune di Casa Nova Comune di San Gregorio Vecchio                             |
| Comune di Limito                                                                                  |
| Comune di Pantigliate                                                                             |
| Comune di Rodano Comune di Trenzanesio                                                            |
| Comune di Mezzate                                                                                 |
| Comune di Linate                                                                                  |
| Comune di Peschiera                                                                               |
| Comune di San Donato Comune di Bolgiano                                                           |
| Comune di Chiaravalle Comune di Nosedo                                                            |
| Comune di Morsenchio                                                                              |
| Comune di Poasco Comune di Macconago                                                              |
| Comune di Quinto Sole                                                                             |
| Comune di Vigentino Comune di Vajano                                                              |
| Comune di Zelo Comune di Foramagno                                                                |